# Georges d'Aubusson de la Feuillade

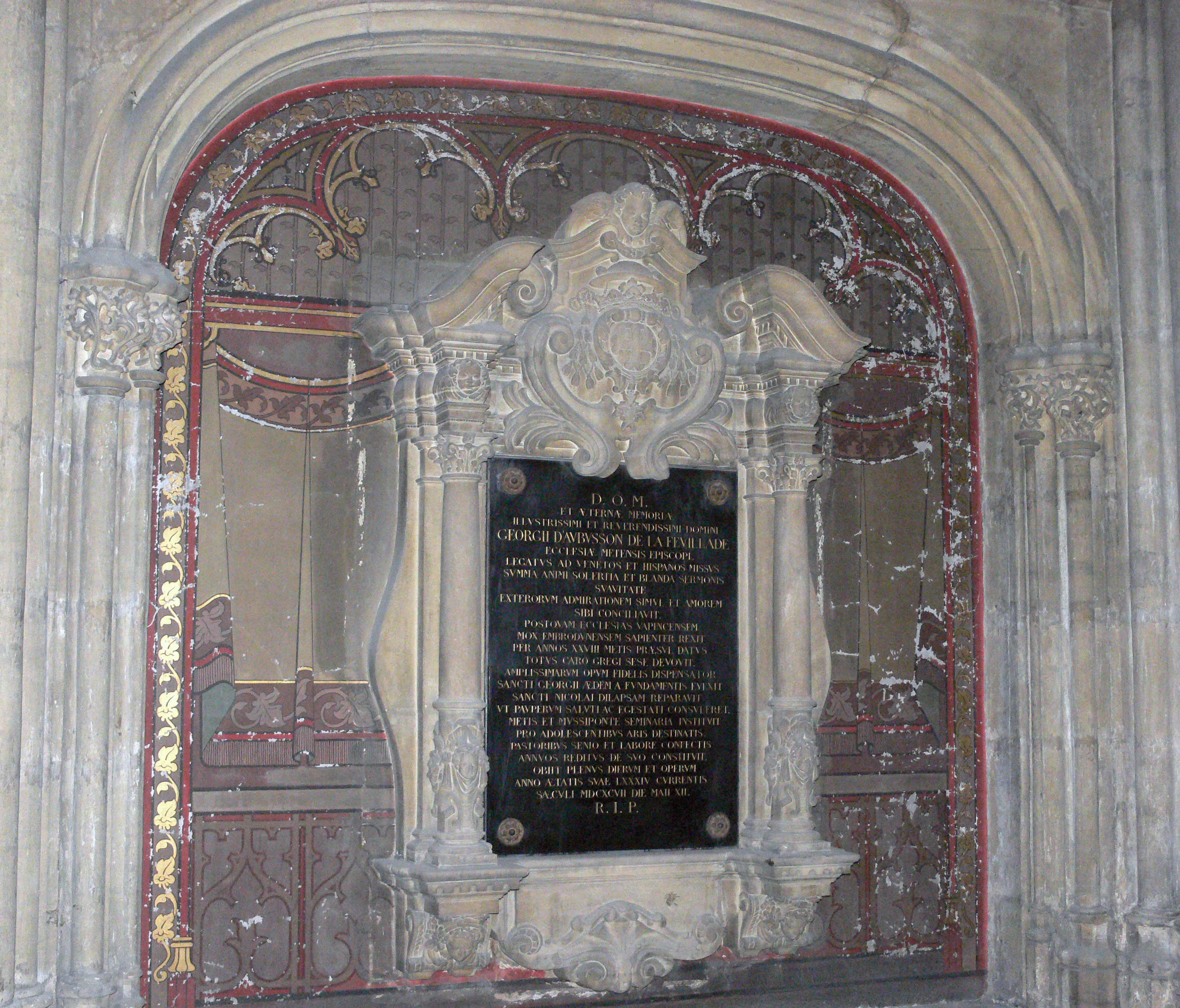
Su tumba en la Catedral de Metz.

Georges d’Aubusson de la Feuillade (1609-Metz, 12 de mayo de 1697) fue un sacerdote católico francés, arzobispo de Embrun y posteriormente obispo de Metz. En 1661 fue designado embajador en España, donde permaneció hasta agosto de 1667.

## Biografía
Georges d’Aubusson de la Feuillade, nacido en 1609, fue hijo de François conde d'Aubusson, en cuya familia había algún mariscal de Francia, y de Elisabeth Brachet de Pérusse. Licenciado en teología, fue nombrado arzobispo de Embrun en 1648, celebrándose la consagración episcopal el 11 de septiembre de 1649. Participó en 1651 en la asamblea del clero en la que defendió con firmeza la represión de los protestantes. En 1668 fue nombrado obispo de Metz, conservando la jerarquía arzobispal y acumulando una pensión de Embrun y las encomiendas de las abadías de Joyenval, Saint-Jean de Laon y Saint-Loup de Troyes.
En mayo de 1661 fue nombrado embajador ordinario en España e hizo su entrada en Madrid, reclamando una recepción desacostumbrada, el 24 de julio. El 10 de octubre, por una cuestión de precedencias, se enfrentaron en Londres las comitivas del embajador español en Inglaterra, barón de Watteville, y el francés, Godefroi d'Estrades, que protestó al sentirse humillado. El arzobispo de Embrun negoció en Madrid las reparaciones que el rey de Francia exigía en tanto el recientemente nombrado embajador español en Francia, Gaspar de Teves y Tello de Guzmán, que se dirigía a su destino, fue retenido en la frontera y no se le permitió llegar a París hasta febrero de 1662, una vez que Felipe IV se comprometió a ofrecer una satisfacción a Luis XIV, que parecía dispuesto a convertir el incidente en casus belli.
En los primeros momentos de la regencia de Mariana de Austria y en vísperas de la guerra de Devolución redactó y presentó a algunos miembros de la corte una defensa de los derechos a la corona española de María Teresa de Austria, hija de Felipe IV y consorte de Luis XIV, amparándose en las leyes fundamentales de España para sostener la nulidad de su renuncia al trono de España, argumentos que el embajador español en París, conde de la Fuente, calificaba en abril de 1667 de ridículos. Salió de Madrid en julio de 1667, tras el estallido de la guerra, con advertencia de que en la frontera sería detenido hasta la llegada a ella del embajador español en París, realizándose el canje de embajadores en Bidasoa el 28 de agosto de 1667. Las cartas escritas desde Madrid en los dos últimos años de su embajada por su agregado, Pierre Muret, fueron publicadas en París en 1879 por Alfred Morel-Fatio.